# Rachel Mann
Pour les articles homonymes, voir Mann.
Rachel Mann (née en 1970) est une prêtre anglicane britannique et théologienne. En juin 2023, elle est nommée archidiacre de Bolton et Salford. 
Elle est également auteur, poète et essayiste. Elle s'exprime en tant que femme trans sur un large éventail de sujets, notamment le genre, la sexualité et la religion. 

## Biographie

### Origines, enfance et transition
Rachel Mann, née en 1970, grandit à Stourport-on-Severn, dans le Worcestershire. 
Elle achève sa transition de genre à la fin des années 1990.

### Formation
Elle étudie la philosophie à l'université de Lancastre à partir de 1988 et obtient une maîtrise en 1993, puis un doctorat en philosophie. Elle est enseignante de 1994 à 1996. 
De 2003 à 2005, elle prépare son ordination au Queen's College de Birmingham, un séminaire œcuménique. Elle entreprend un doctorat sur la Bible et la littérature du XIXe siècle à l'université métropolitaine de Manchester, qu'elle finit en 2017.

### Ordination
Rachel Mann est ordonnée diacre de l'Église d'Angleterre en 2005 (elle est la deuxième femme transgenre à l'être, après Sarah Jones en 2004), puis prêtre en 2006.
En 2017, elle est nommée chanoine honoraire de la cathédrale de Manchester .
Le 12 juin 2023, elle nommée archidiacre de Bolton et Salford et devient la première archidiacre transgenre.

### Positionnements
Rachel Mann appartient au courant anglo-catholique de l'Église d'Angleterre, bien qu'elle ait été élevée en tant que chrétienne évangélique et charismatique. Elle soutient la pleine inclusion des personnes LGBT dans l'église.

### Activités littéraires
Outre une autobiographie parue en 2012, elle est notamment l'auteur d'un roman policier et de recueils de poésies.

## Ouvrages
- (en) Dazzling Darkness: Gender, Sexuality, Illness and God (autobiographie), Wild Goose, 18 octobre 2012, 144 p. (ISBN 9781849522410).

- (en) The Risen Dust: Poems and stories of passion & resurrection (recueil de poèmes), Wild Goose, 13 décembre 2013, 160 p. (ISBN 9781849522793).
- (en) A Star-Filled Grace: Worship and prayer resources for Advent, Christmas & Epiphany, Wild Goose, 29 octobre 2015, 204 p. (ISBN 9781849524421).
- (en) Fierce Imaginings: The Great War, Ritual, Memory and God, Darton, Longman & Todd Ltd, 23 février 2017, 192 p. (ISBN 9780232532784).
- (en) From Now On: A Lent Course on Hope and Redemption in The Greatest Showman, Darton, Longman & Todd Ltd, 29 novembre 2018, 112 p. (ISBN 9780232533927).
- (en) A Kingdom of Love, Carcanet Press Ltd, 26 septembre 2019, 72 p. (ISBN 9781784108571).

- (en) The Gospel of Eve (roman policier), Darton, Longman & Todd Ltd, 7 avril 2020, 320 p. (ISBN 9780232534603).
- (en) Still Standing: A Lent course based on the Elton John movie Rocketman, Darton, Longman & Todd Ltd, 26 novembre 2020, 128 p. (ISBN 9780232534917).
- (en) My Theology: Spectres of God, Darton, Longman & Todd Ltd, 30 novembre 2021, 96 p..